# Dark Clouds in a Perfect Sky
Dark Clouds in a Perfect Sky je druhé album od lichtenštejnské gothic metalové kapely Elis.

## Seznam skladeb
1. Der Letzte Tag - 4:30
2. Anger - 3:53
3. Lost Soul - 5:02
4. Perfect Love - 4:20
5. Heart In Chains - 4:32
6. Die Zeit - 3:53
7. Black Angel - 4:22
8. Devil Inside You - 4:45
9. Rebirth - 3:57
10. Are You Missing Me - 3:50
11. Ballade - 4:23